# Minoru Yamasaki
Minoru Yamasaki (em japonês 山崎 實; Seattle, 1 de dezembro de 1912 — Detroit, 6 de fevereiro de 1986) foi um arquiteto nipo-estadunidense.
Ficou conhecido por ter sido o arquiteto que projetou o World Trade Center, em Nova Iorque entre vários outros grandes projetos arquitetônicos.
Yamasaki foi um dos mais proeminentes arquitetos do século XX. Junto de seu colega Edward Durell Stone, eles foram considerados os novos mestres do "Novo formalismo".

## Biografia
Yamasaki nasceu em Seattle, em 1912. Era filho de John Tsunejiro Yamasaki e Hana Yamasaki, imigrantes japoneses. A família se mudaria para a cidade de Auburn e se formou no ensino médio pela Garfield High School, de Seattle. Matriculou-se em 1929 na faculdade de arquitetura da Universidade de Washington e formou-se bacharel em 1934. Em seus anos de faculdade, ele foi grandemente influenciado pelo arquiteto Lionel Pries. Para poder pagar sua faculdade, ele trabalhou em uma fábrica de enlatados.
De maneira a se esquivar do preconceito contra japoneses, Yamasaki se mudou para Manhattan, em 1934, com 40 dólares no bolso e sem perspectiva. Enquanto procurava emprego como arquiteto e projetista, ele trabalhava como empacotador em uma importadora. Ele ingressou na Universidade de Nova Iorque onde obteve um mestrado em arquitetura e logo em seguida conseguiu um emprego na empresa Shreve, Lamb & Harmon, a mesma que projetou o Empire State Building. A empresa impediu que Yamasaki acabasse sendo levado para os campos de concentração para japoneses durante a Segunda Guerra Mundial e ele trouxe a família de Seattle para Nova Iorque para impedir a prisão.
Depois de sair da Shreve, Lamb & Harmon, Yamasaki brevemente na Harrison & Abramovitz e na Raymond Loewy. Em 1945, ele se mudou para Detroit, onde conseguiu um emprego na Smith, Hinchman & Grylls, a atual SmithGroupJJR. Yamasaki deixou a empresa em 1949 e abriu a sua própria firme de arquitetura. Trabalhou em vários lugares do estado do Michigan. Um de seus primeiros projetos foi uma padaria em Detroit. Sua firma, a Yamasaki & Associates, fechou em 31 de dezembro de 2009.

## Vida pessoal
Yamasaki se casou com a pianista Teruko "Teri" Hirashiki, em 1941, com quem teve três filhos: Carol, Taro e Kim. O casal se divorciou em 1961 e Yamasaki se casou com Peggy Watty, de quem se divorciou dois anos depois. Yamasaki se casaria pela terceira vez, mas se divorciaria para se casar de novo com Teruko, em 1969.

## Morte
Yamasaki morreu em 6 de fevereiro de 1986, em Detroit, aos 73 anos, devido a um câncer de estômago.

## Principais projetos
- O seu trabalho mais conhecido é o projeto das torres gêmeas do World Trade Center, Nova York, que foram destruídas nos ataques de 11 de setembro de 2001.
- Torre Picasso construído na capital da Espanha, Madrid.
- Conjunto Residencial Pruitt-Igoe, Saint Louis, no estado norte-americano de Missouri. Sua demolição pode ser vista no filme Koyaanisqatsi.
- Edifício do Banco Central da Arábia Saudita.

## Galeria
- Conjunto habitacional de Pruitt–Igoe, em St. Louis, 1954 (demolido entre1972–1976)
- Centro de Registros Militares, St. Louis, 1955
- Centro de Conferências McGregor Memorial, na Wayne State University, Detroit, 1958
- Pacific Science Center, Seattle, 1962
- One Woodward Avenue, Detroit, 1962
- Conservatório do Oberlin College, Ohio, 1963
- Northwestern National Life Building, Minneapolis, 1965
- One M&T Plaza, Buffalo, New York, 1966
- Century Plaza Hotel, Los Angeles, California, 1966
- O World Trade Center, 1970–1971 (destruído nos Ataques de 11 de setembro de 2001)
- Horace Mann Educators Corporation, Illinois, 1972[12]
- Templo Beth El (Detroit, Michigan), 1973
- Century Plaza Towers, Los Angeles, 1975
- BOK Tower, Tulsa, 1975
- Rainier Tower, Seattle, 1977
- Federal Reserve Bank of Richmond, Richmond, 1978
- 100 Washington Square, Minneapolis, 1982
- Torre Picasso, em Madrid, 1988